# Izbica (Lublin)
Izbica (jid. איזשביצא Izbitz, Izbitze, lat. Isbica) is een stad in het Poolse woiwodschap Lublin, in het Krasnostawski district. De plaats maakt deel uit van de gemeente Izbica en telt ongeveer 1739 inwoners.
Tijdens de Tweede Wereldoorlog was Izbica een transitgetto. Vanuit het getto van Izbica werden ongeveer 26.000 mensen naar vernietigingskampen gedeporteerd.

## Verkeer en vervoer
- Station Izbica